# المقبرة (مذيخرة)

تعديل مصدري - تعديل

المقبرة محلة تابعة لقرية حبز، التابعة لعزلة حمير بمديرية مذيخرة إحدى مديريات محافظة إب في الجمهورية اليمنية.، بلغ تعداد سكانها 23 حسب تعداد اليمن لعام 2004.